# Orbiney-papyrusen

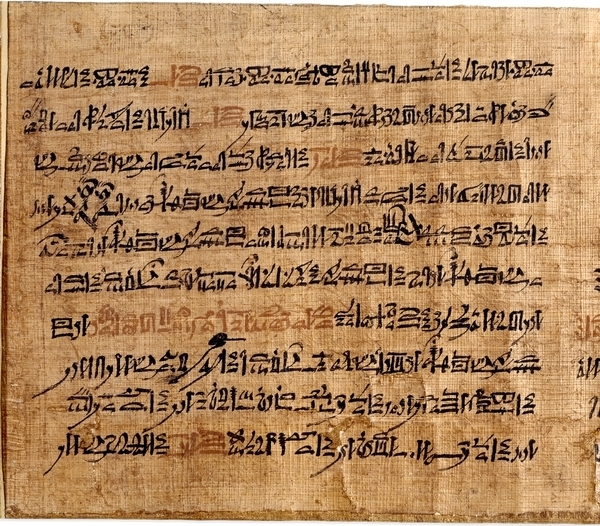
Orbiney-papyrusen.

Orbiney-papyrusen (ofta även Historien om de två bröderna efter dess innehåll) är en samling papyrusark från det Forntida Egypten. Manuskripten innehåller en av de klassiska berättelserna från Den egyptiska antikens litteratur och förvaras idag på British Museum i London.

## Berättelsen
Berättelsen handlar om de två bröderna Anpu och Bata. Bröderna bor ihop på en gård och den äldre Anpu är gift. Deras behagliga tillvaro förstörs när Anpus hustru försöker förföra svågern Bata. Bata faller inte för frestelsen varpå hustrun nu hävda att Bata överföll henne. Anpu tror på sin hustru och vill döda brodern. Han lurpassar på brodern när denne kommer hem på kvällen. Bata lyckas fly undan men brodern förföljer honom. Då ber Bata till Enneaden att skona hans liv.
Gudarna hörsamma bönen och skapar en sjö full av krokodiler mellan bröderna. Bata berättar nu sin sida av historien. Anpu tror honom och bröderna försonas varpå Anpu återvänder hem där han dödar sin hustru. Bata fortsätter vidare mot Cedardalen (möjligen Vadi Qadishadalen i Libanon) där han bosätter sig och gömmer sitt hjärta i ett träd. Guden Khnum skapar nu en hustru åt Bata, denne fångar dock faraons blick då hon är av gudlig härkomst. Batas hustru flyttar in hos faraon och ber att denne hugger ned trädet där Batas hjärta ligger gömd. Detta görs och Bata dör.
Anpu får nu tecken från gudarna och beger sin mot Cedardalen för att leta efter broderns hjärta. Sökandet tar över 3 år och när han hittar hjärtat följer han broderns tidigare instruktioner och lägger det i kallt vatten och brodern återuppstår. Bata tar nu skepnaden av en tjur och beger sig till faraons palats. Batas hustru känner igen sin gamle make och ber faraon om tjurens lever. Tjuren slaktas och två blodsdroppar faller till marken och där växer nu Bata i form av två Perseaträd. Hustrun känner åter igen Bata och ber faraon att fälla träden för att göra möbler. Under fällandet träffas hustrun av en flisa som gör henne gravid. Bata återuppstår nu som den nyfödde sonen och blir först kronprins och senare farao. När Bata blir farao utser han sin bror Anpu till kronprins. Bröderna återförenas och styr landet tillsammans.
Delar av berättelsen återkommer senare annan litteratur. Förförelsetemat återkommer bl.a. i Första Moseboken i berättelsen om Josef, Jakobs son och dennes hustru Potifars. Splittringen och återföreningen återkommer bl.a. i Sinuhes berättelse.

## Manuskriptet
Orbiney-papyrusen omfattar 10 välbevarade papyrusark, varje ark har en storlek på cirka 19 × 64 cm. Texten är skriven i hieratisk skrift med skrift både på rectosidan och på versosidan.
Manuskriptet dateras till Nya riket under Egyptens nittonde dynasti till mellan 1185 och 1215 f. Kr. kring Seti IIs regeringstid.

## Historia
Det är inte känt när papyrusarken upptäcktes, möjligen kan fyndorten vara kring Memfis eller Thebe. Skribenten tros vara skalden Inena (även Ennana). 1857 sålde brittiske Elizabeth d' Orbiney manuskripten till British Museum. Samlingen döptes då efter säljaren.
1900 publicerade amerikanske Charles Edward Moldenke den första kompletta transkriberingen och översättningen i boken "Papyrus d'Orbiney (British Museum) the hieroglyphic transcription".
1932 publicerade brittiske Alan Henderson Gardiner en ny transkribering i boken "Late-Egyptian Stories".
Manuskriptets arkivnummer på British Museum är EA 10183/1-10.